# Ceropegia elegans
Ceropegia elegans är en oleanderväxtart som beskrevs av Nathaniel Wallich. Ceropegia elegans ingår i släktet Ceropegia och familjen oleanderväxter. Utöver nominatformen finns också underarten C. e. gardneri.